# Il Lombardia 2024
118. ročník jednodenního cyklistického závodu Il Lombardia se konal 12. října 2024 v italském regionu Lombardie.
Vítězem se stal Slovinec Tadej Pogačar z týmu UAE Team Emirates. Bylo to jeho již čtvrté vítězství v řadě. Na druhém a třetím místě se umístili Belgičan Remco Evenepoel (Soudal–Quick-Step) a Ital Giulio Ciccone (Lidl–Trek). Závod byl součástí UCI World Tour 2024 na úrovni 1.UWT a byl třicátým čtvrtým závodem tohoto seriálu.

## Týmy
Závodu se zúčastnilo všech 18 UCI WorldTeamů a 7 UCI ProTeamů. Každý tým dorazil se sedmi jezdci. Čtyři z nich neodstartovali a padesát dva nedojelo závod až do konce. Do cíle dojelo 119 závodníků.
UCI WorldTeamy
- Alpecin–Deceuninck
- Arkéa–B&B Hotels
- Astana Qazaqstan Team
- Cofidis
- Decathlon–AG2R La Mondiale
- EF Education–EasyPost
- Groupama–FDJ
- Ineos Grenadiers
- Intermarché–Wanty
- Lidl–Trek
- Movistar Team
- Red Bull–Bora–Hansgrohe
- Soudal–Quick-Step
- Team Bahrain Victorious
- Team dsm–firmenich PostNL
- Team Jayco–AlUla
- UAE Team Emirates
- Visma–Lease a Bike

UCI ProTeamy
- Team Corratec–Vini Fantini
- Israel–Premier Tech
- Lotto–Dstny
- Polti–Kometa
- Tudor Pro Cycling Team
- Uno-X Mobility
- VF Group–Bardiani–CSF–Faizanè

## Výsledky
| Pořadí | Jezdec                    | Tým                   | Čas        |
| ------ | ------------------------- | --------------------- | ---------- |
| 1      | Tadej Pogačar (SLO)       | UAE Team Emirates     | 6h 04' 58" |
| 2      | Remco Evenepoel (BEL)     | Soudal–Quick-Step     | + 3’ 16"   |
| 3      | Giulio Ciccone (ITA)      | Lidl–Trek             | + 4’ 31"   |
| 4      | Ion Izagirre (ESP)        | Cofidis               | + 4’ 34"   |
| 5      | Enric Mas (ESP)           | Movistar Team         | + 4’ 34"   |
| 6      | Pavel Sivakov (FRA)       | UAE Team Emirates     | + 4’ 34"   |
| 7      | Lennert van Eetvelt (BEL) | Lotto–Dstny           | + 4’ 34"   |
| 8      | Neilson Powless (USA)     | EF Education–EasyPost | + 4' 58"   |
| 9      | David Gaudu (FRA)         | Groupama–FDJ          | + 4' 58"   |
| 10     | Xandro Meurisse (BEL)     | Alpecin–Deceuninck    | + 4' 58"   |